# Westinghouse Electric Company
Westinghouse Electric Company — американская ядерная энергетическая компания, до 1999 года — подразделение электротехнической компании Westinghouse Electric Corporation (которая на 3 года, c 1997 по 2000, меняла название на CBS Corporation).

## История
В 1999 году существовавшая к тому моменту 112 лет электротехническая компания Westinghouse Electric была разделена на Westinghouse Electric Company, в которую вошли подразделения, занимающиеся ядерной энергетикой, Westinghouse Government Services Company и Westinghouse Government Environmental Services Company. Единственным владельцем Westinghouse Electric Company стала компания BNFL Nuclear Services Incorporated, принадлежащая BNFL Group U.S. Председателем правления новоорганизованной Westinghouse Electric Company стал исполнительный директор BNFL Джон Тэйлор (John Taylor).
В 2006 году корпорация Toshiba приобрела 100 % Westinghouse Electric Company, купив BNFL USA Group Inс. и Westinghouse Electric UK Limited у британской государственной компании British Nuclear Fuels Limited (BNFL). На момент сделки BNFL владела 100 % Westinghouse Electric Company через компании BNFL USA Group Inc. и Westinghouse Electric UK Limited.
В 2007 году по решению Toshiba начался процесс перемещения штаб-квартиры Westinghouse Electric Company из Питтсбурга в деревню Кренберри Вудс (англ. Cranberry Woods) вблизи городка Кренберри Тауншип (Cranberry Township) в Пенсильванском округе Батлер. По исходному плану процесс переезда должен был завершиться в 2010 году.
В 2009 году Westinghouse Electric UK Limited (дочерняя компания Westinghouse Electric Company) приобрела 51 % акций японской компании по производству ядерного топлива Nuclear Fuel Industries у Furukawa Electric Company и Sumitomo Electric Industries.
В 2015 году разразился крупный скандал из-за завышения руководителями Toshiba прибыли, заработанной в ядерно-энергетическом направлении бизнеса. Независимое расследование показало, что финансовые показатели у Westinghouse Electric Company неудовлетворительные. Затем проведённый в 2016 году аудит выявил значительное превышение фактических затрат денег и времени при строительстве американских ядерных реакторов над заложенными в проекте. Вместо того, чтобы приносить прибыль, приобретённый в 2006 году ядерный бизнес стал для Toshiba убыточным. В результате Toshiba стала искать покупателя для продажи ему Westinghouse Electric Company.
В 2017 году Toshiba объявила о банкротстве Westinghouse Electric Company путём реорганизации согласно 11-й главе Кодекса США о банкротстве. Крупными кредиторами банкрота были японские банки Sumitomo Mitsui Banking Corporation и Mizuho Bank.
В 2018 году Toshiba продала корпорации Brookfield Business Partners свой ядерный бизнес Westinghouse, находящийся в процессе банкротства: компанию Toshiba Nuclear Energy Holdings, зарегистрированную в США, и компанию Toshiba Nuclear Energy Holdings, зарегистрированную в Великобритании (британская компания занимается всеми проектами Westinghouse вне США).
Осенью 2022 года стало известно о переговорах о покупке Westinghouse Electric Company компанией Cameco Corporation, после которых стороны объявили, что Cameco приобретает 49 % акций Westinghouse Electric Company у Brookfield Business Partners, а остальные (51 %) меняют владельца внутри холдинга Brookfield Asset Management, и новым владельцем 51 % акций Westinghouse становится Brookfield Renewable Partners (и Brookfield Renewable Partners, и Brookfield Business Partners — дочерние компания Brookfield Asset Management).

## Руководители
1. Первый CEO — Чарли Приор младший (англ. Charles W. Pryor Jr.)[1].
2. С июля 2002 до июля 2008 года — Стив Трич (англ. Steve Tritch)[11].
3. С июля 2008 по март 2012 года — Эрис Кэндрис (англ. Aris Candris)[12].
4. С 1 по 3 апреля 2012 года — Джим Ферленд (англ. Jim Ferland)[13].
5. С апреля 2012 до сентября 2012 года — Сигенори Сига (англ. Shigenori Shiga)[14].
6. С сентября 2012 до июня 2016 года — Денни Родрик (англ. Danny Roderick)[15].
7. С июня 2016 по июль 2019 года — Хосе Гутиеррез (исп. José Emeterio Gutiérrez)[16].
8. С 2019 года — Патрик Фрэгмэн (англ. Patrick Fragman)[17].

## Реакторы
Westinghouse Electric Company занимается разработкой реакторов типа BWR, PWR и PBR.

### AP1000
AP1000 — двухконтурный водо-водяной ядерный реактор поколения III+ с повышенным давлением в активной зоне (англ. PWR от pressurized water reactor). Реактор прошёл процедуру государственной сертификации в США к сентябрю 2004 года.
Типичная электрическая мощность энергоблока с AP1000 чуть больше 1 ГВт.

### AP300
В 2023 году компанией представлен проект создания компактного модульного реактора, обладающего электрической мощностью 300 МВт. Принцип работы реактора основан на системе AP1000. По своим характеристикам соответствует III+ поколению. Сертификация ожидается в 2027 году, а подключение первых реакторов к сети — в 2033 году.